# Paloma (bateau)
Pour les articles homonymes, voir Paloma et Colombe (homonymie).
Le Paloma (la Colombe, en espagnol) est un yacht de luxe de location de 65 m, sous pavillon britannique, construit en 1965 par le chantier naval japonais Ishikawajima-Harima Heavy Industries, et armé par la compagnie britannique Town Heath Ltd. Il appartient au milliardaire français Vincent Bolloré depuis 2003.

## Historique
Le Paloma est construit en 1965 par le chantier naval japonais Ishikawajima-Harima Heavy Industries, pour l'armateur grec Basil Goulandris (en),,  (à l'image du légendaire Christina O de 99 m de 1943 de son rival Aristote Onassis,).

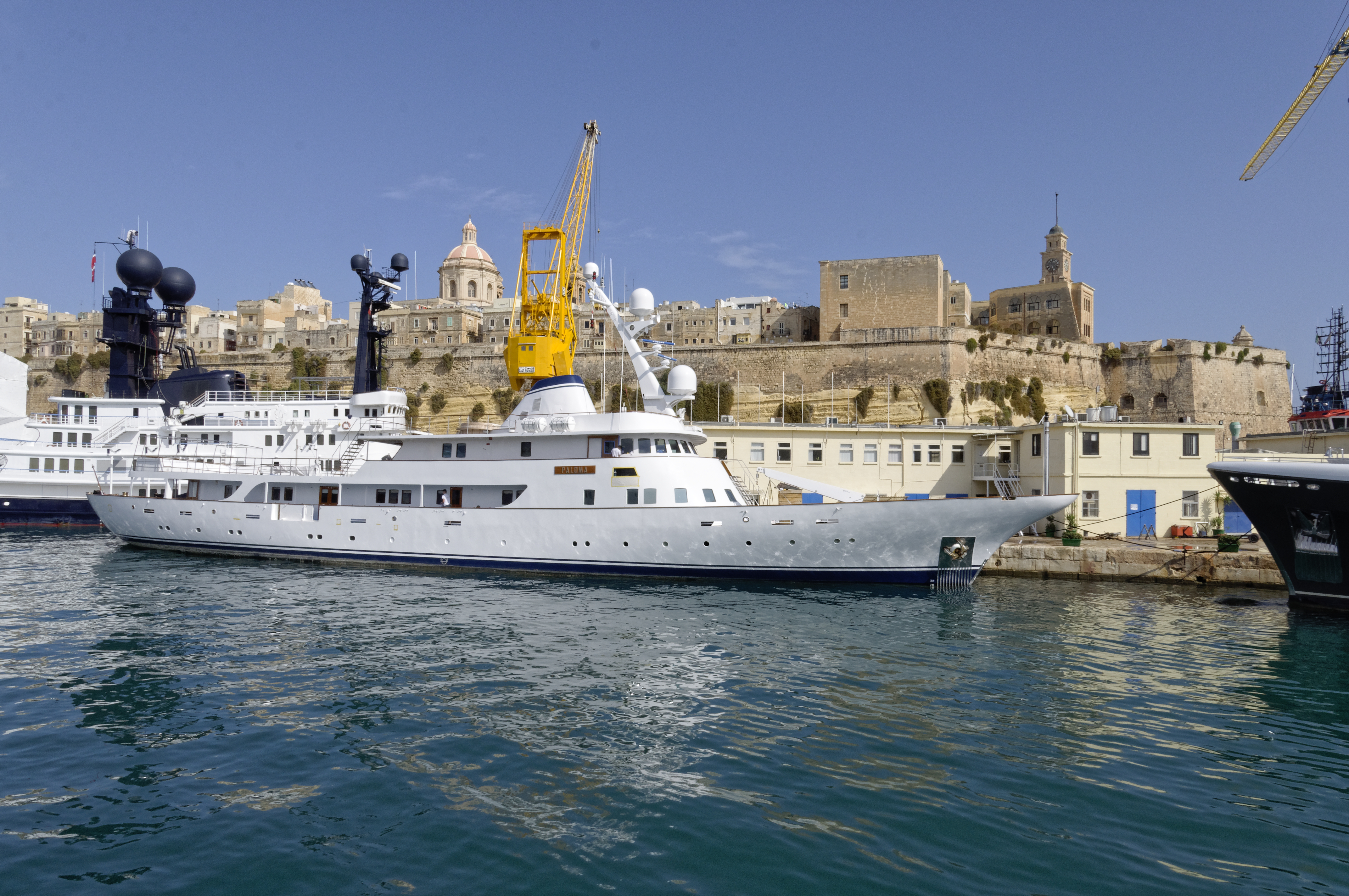
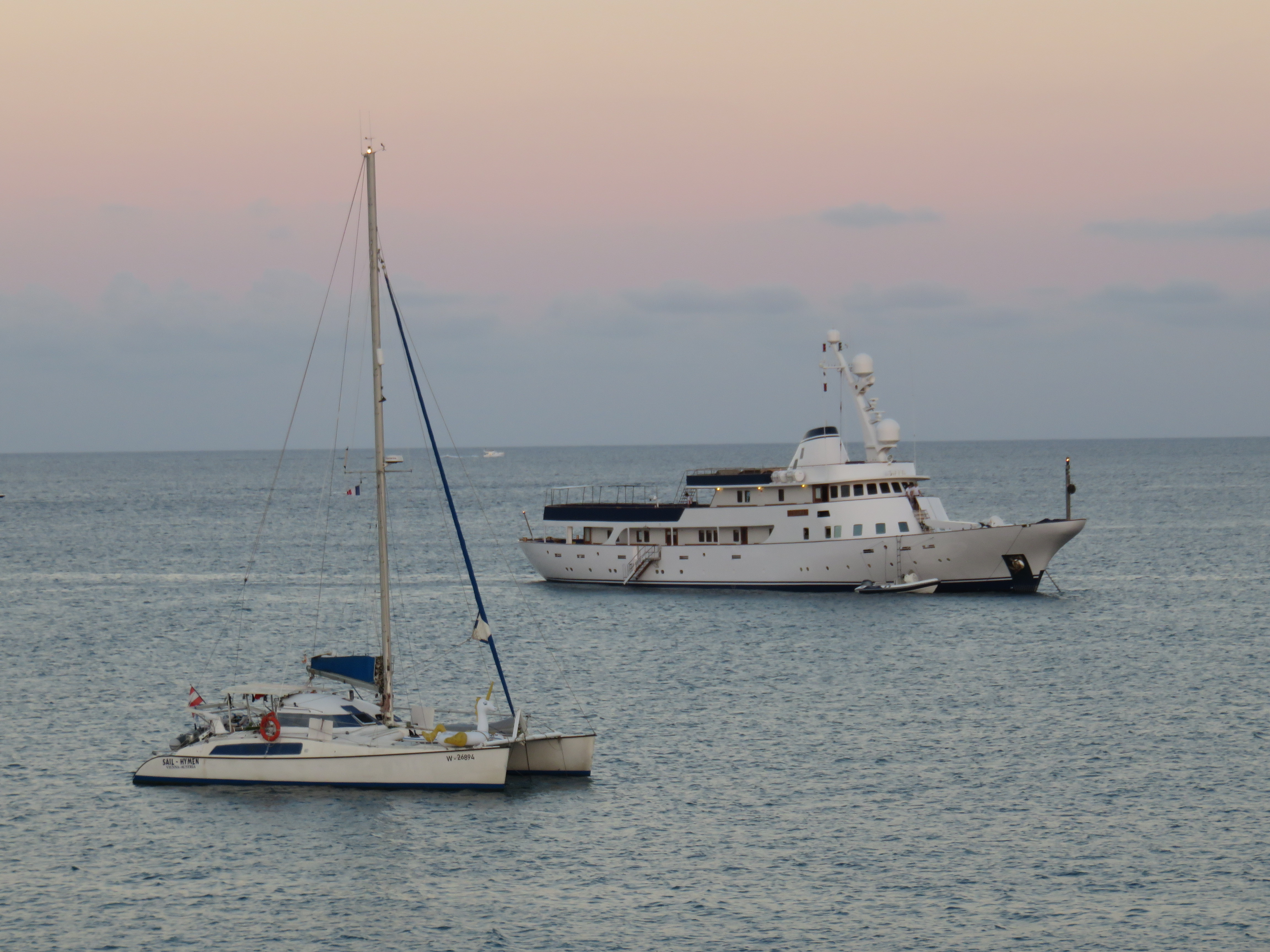
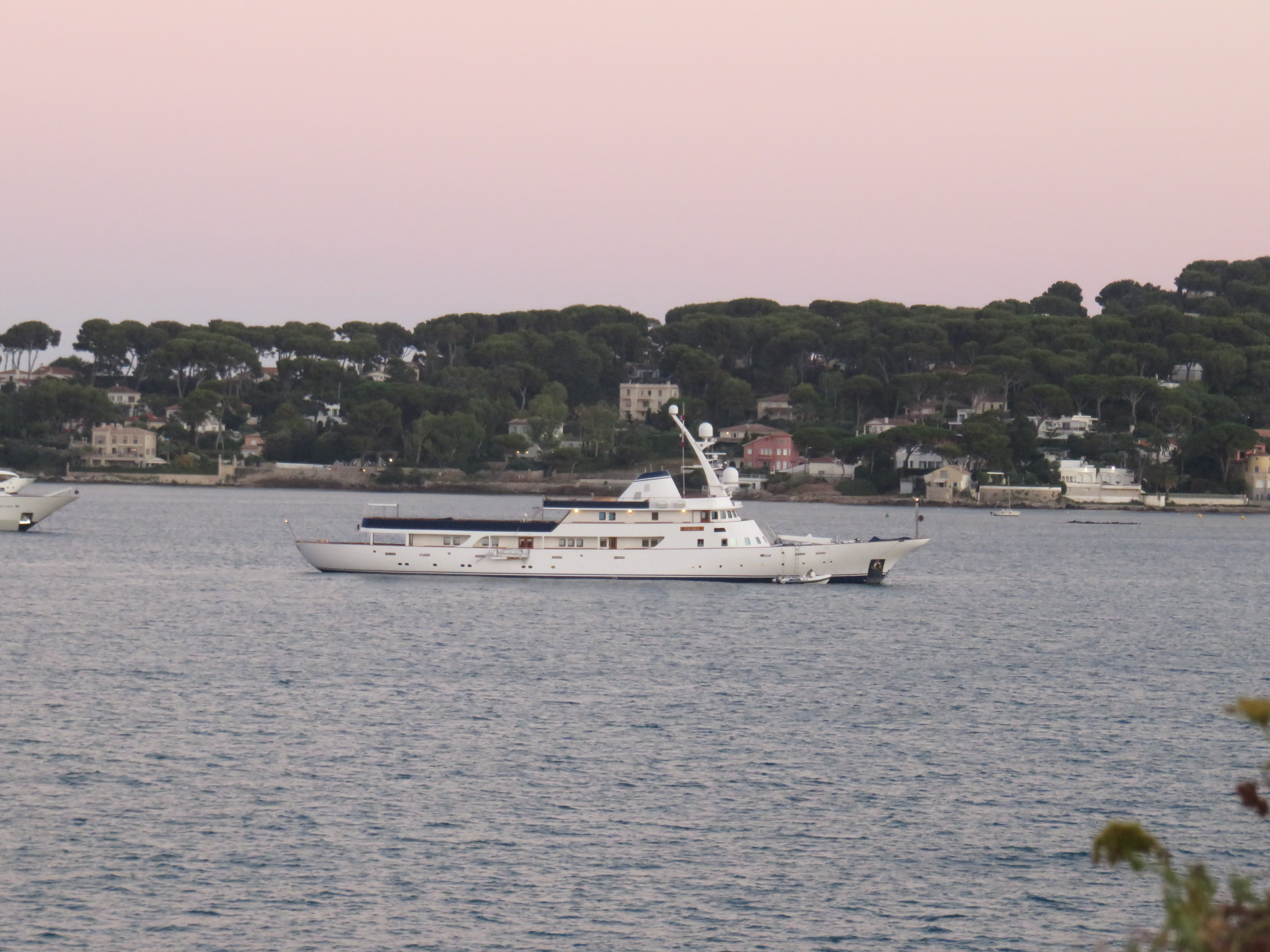

L'homme d'affaires milliardaire breton Vincent Bolloré le rachète en 2003 pour 3,5 millions de dollars à la famille Goulandris, pour le faire reconstruire totalement jusqu'en 2004 en palace de luxe flottant de location pour 5 millions € supplémentaires.

## Caractéristiques
- Zone de navigation : mer Méditerranée
- 2 ponts, 7 cabines dont : 3 doubles, 2 avec lits jumeaux, 2 simples et vastes.
- 12 passagers et 17 hommes d'équipage.
- Multiples écrans plasma géants, karaoké, jacuzzi, ski nautique, kayaks…[1]
- Tarif de location : 170 000 € à 200 000 € par semaine selon la saison (tarif 2007[6])

## Anecdotes
- Nicolas Sarkozy y a passé trois jours, du lundi 7 au mercredi 9 mai 2007 (selon le magazine Capital[7]) pour une croisière d'une centaine de km entre Malte et la Sicile, au lendemain de sa victoire à l'élection présidentielle française de 2007 et de sa soirée du Fouquet's du 6 mai 2007[1].
- Valéry Giscard d'Estaing (d'après le journal Libération) a également séjourné à plusieurs reprises à bord, invité par la famille Goulandris, à laquelle Vincent Bolloré a racheté le yacht[8].